# Morti nel 1982/Aprile
| Questa pagina contiene informazioni ricavate automaticamente dalle voci biografiche con l'ausilio del template Bio e di un bot. L'aggiornamento è periodico e automatico e ricostruisce completamente la pagina. Se manca una persona in questa lista, sei pregato di non aggiungerla, ma accertati piuttosto che la sua voce biografica contenga il template Bio e che i dati anagrafici siano correttamente compilati. Se il template Bio manca, inseriscilo tu stesso o, in alternativa, metti l'avviso {{tmp\|Bio}} che ne segnala la mancanza. Se i dati riportati sono sbagliati, correggi direttamente la voce biografica; le modifiche saranno visibili in questa lista entro pochi giorni. Per chiarimenti vedi il progetto biografie. La lista contiene solo le 91 persone che sono citate nell'enciclopedia e per le quali è stato implementato correttamente il template Bio. Pagina aggiornata al 3 mar 2024. |

- 1º aprile - Aldo Semerari, psichiatra e criminologo italiano (n. 1923)
- 2 aprile - Rolando Anzilotti, critico letterario, politico e partigiano italiano (n. 1919)
- 2 aprile - Giuseppe Avondo Bodino, matematico italiano (n. 1920)
- 2 aprile - Sam Coslow, paroliere, compositore e editore statunitense (n. 1902)
- 2 aprile - Pedro Giachino, militare argentino (n. 1947)
- 2 aprile - Éva Kun, schermitrice ungherese (n. 1917)
- 2 aprile - Max de Vaucorbeil, regista francese (n. 1901)
- 3 aprile - Warren Oates, attore statunitense (n. 1928)
- 3 aprile - Arne Riberg, calciatore norvegese (n. 1909)
- 3 aprile - Brian Upson, cestista e allenatore di pallacanestro canadese (n. 1931)
- 3 aprile - Alfred G. Ward, ammiraglio statunitense (n. 1908)
- 4 aprile - Vittorio Bonello, calciatore e allenatore di calcio italiano (n. 1905)
- 4 aprile - Sverre Kvammen, calciatore norvegese (n. 1908)
- 4 aprile - Vince McGowan, cestista statunitense (n. 1913)
- 4 aprile - Alessandro Ronconi, latinista, filologo classico e traduttore italiano (n. 1909)
- 5 aprile - Tonino Fradelloni, calciatore italiano (n. 1907)
- 5 aprile - Roberto Passarin, calciatore italiano (n. 1934)
- 6 aprile - Gabriel Auphan, ammiraglio francese (n. 1894)
- 6 aprile - Sándor Fröhlich, calciatore ungherese (n. 1897)
- 6 aprile - Štefan Hoza, tenore, librettista e saggista slovacco (n. 1906)
- 6 aprile - Marie-Joseph Kampé de Fériet, matematico francese (n. 1893)
- 6 aprile - Gertrud Papendick, scrittrice e insegnante tedesca (n. 1890)
- 6 aprile - Pavel Alekseevič Rotmistrov, generale e politico sovietico (n. 1901)
- 7 aprile - Brenda Benet, attrice statunitense (n. 1945)
- 7 aprile - Harald Ertl, pilota automobilistico e giornalista austriaco (n. 1948)
- 7 aprile - Pio Turroni, anarchico italiano (n. 1906)
- 8 aprile - José Abraham Martínez Betancourt, vescovo cattolico messicano (n. 1903)
- 8 aprile - Romano Pascutto, poeta e partigiano italiano (n. 1909)
- 8 aprile - Katherine Rawls, nuotatrice e tuffatrice statunitense (n. 1918)
- 8 aprile - Burt Shevelove, drammaturgo, librettista e regista teatrale statunitense (n. 1915)
- 9 aprile - Kirill Pavlovič Florenskij, geologo e astronomo sovietico (n. 1915)
- 9 aprile - Robert Havemann, chimico tedesco (n. 1910)
- 9 aprile - Wilfrid Pelletier, direttore d'orchestra e pianista canadese (n. 1896)
- 10 aprile - Choe Hyon, generale e politico nordcoreano (n. 1907)
- 10 aprile - Vic Hanson, cestista, giocatore di football americano e allenatore di football americano statunitense (n. 1903)
- 12 aprile - Lenny Baker, attore statunitense (n. 1945)
- 12 aprile - August Claas, imprenditore tedesco (n. 1887)
- 12 aprile - Harry Storz, velocista e lunghista tedesco (n. 1904)
- 12 aprile - Maurice Ville, ciclista su strada francese (n. 1900)
- 13 aprile - Riccardo Billi, attore italiano (n. 1906)
- 13 aprile - Daciano Colbachini, ostacolista e imprenditore italiano (n. 1893)
- 13 aprile - Clara Frediani, soprano italiano (n. 1908)
- 13 aprile - Herbert Niiler, allenatore di pallacanestro estone (n. 1905)
- 15 aprile - Muḥammad ʿAbd al-Salām Faraj, teologo e terrorista egiziano (n. 1954)
- 15 aprile - Modere Bruneteau, hockeista su ghiaccio e allenatore di hockey su ghiaccio canadese (n. 1914)
- 15 aprile - Khalid al-Islambuli, terrorista e militare egiziano (n. 1955)
- 15 aprile - Arthur Lowe, attore britannico (n. 1915)
- 15 aprile - Louis de Guiringaud, politico francese (n. 1911)
- 16 aprile - Anatolij Nikolaevič Aleksandrov, compositore e pianista russo (n. 1888)
- 16 aprile - Orio Giacchi, giurista italiano (n. 1909)
- 16 aprile - Joseph Peckover, compositore di scacchi statunitense (n. 1896)
- 17 aprile - Maximiliane Ackers, attrice e scrittrice tedesca (n. 1896)
- 17 aprile - Eugène Canseliet, scrittore e alchimista francese (n. 1899)
- 17 aprile - Umberto Dadone, allenatore di calcio italiano (n. 1904)
- 17 aprile - Massimo Dursi, giornalista, scrittore e commediografo italiano (n. 1902)
- 17 aprile - Antonio Mancini, politico italiano (n. 1915)
- 19 aprile - Franco Corsaro, attore e doppiatore italiano (n. 1900)
- 19 aprile - Manuel Nogueras Carretero, calciatore spagnolo (n. 1903)
- 19 aprile - Alfonso Rosanova, mafioso italiano (n. 1928)
- 20 aprile - Franz Köhler, allenatore di calcio e calciatore austriaco (n. 1901)
- 20 aprile - Archibald MacLeish, poeta e drammaturgo statunitense (n. 1892)
- 20 aprile - Franco Marquicias, cestista filippino (n. 1905)
- 20 aprile - Giulio Palmonella, pentatleta italiano (n. 1919)
- 21 aprile - Boris Andreev, attore sovietico (n. 1915)
- 21 aprile - Luigi Cafiero,  italiano (n. 1964)
- 21 aprile - Aleksandr Michajlovič Fajncimmer, regista sovietico (n. 1906)
- 21 aprile - Joe Sawyer, attore canadese (n. 1906)
- 22 aprile - Béda Rigaux, teologo e presbitero belga (n. 1899)
- 22 aprile - Stanley Roberts, sceneggiatore statunitense (n. 1916)
- 23 aprile - William Cameron Townsend, missionario statunitense (n. 1896)
- 23 aprile - Andreas Munkert, calciatore tedesco (n. 1908)
- 24 aprile - Ville Ritola, mezzofondista e siepista finlandese (n. 1896)
- 24 aprile - Aleksej Ėkimjan, compositore sovietico (n. 1927)
- 25 aprile - W. R. Burnett, scrittore e sceneggiatore statunitense (n. 1899)
- 25 aprile - Lilian Caraian, musicista, pittrice e poetessa italiana (n. 1914)
- 25 aprile - John Patrick Cody, cardinale e arcivescovo cattolico statunitense (n. 1907)
- 25 aprile - Celia Johnson, attrice britannica (n. 1908)
- 26 aprile - Carlo Augusto di Thurn und Taxis, principe tedesco (n. 1898)
- 26 aprile - Frank Coppola, mafioso italiano (n. 1899)
- 26 aprile - Harry Frantz, giornalista statunitense (n. 1891)
- 27 aprile - Danilo Abbruciati, mafioso italiano (n. 1944)
- 27 aprile - Johannes Hentschel, operaio tedesco (n. 1908)
- 27 aprile - Bice Rizzi, storica italiana (n. 1894)
- 27 aprile - Tom Tully, attore statunitense (n. 1908)
- 29 aprile - Raymond Bussières, attore, scrittore e produttore cinematografico francese (n. 1907)
- 29 aprile - Elmer Ripley, cestista e allenatore di pallacanestro statunitense (n. 1891)
- 30 aprile - Lester Bangs, critico musicale e musicista statunitense (n. 1948)
- 30 aprile - Carlo Crespi Croci, religioso italiano (n. 1891)
- 30 aprile - Taisen Deshimaru, monaco buddhista giapponese (n. 1914)
- 30 aprile - Rosario Di Salvo, attivista italiano (n. 1946)
- 30 aprile - Pio La Torre, politico e sindacalista italiano (n. 1927)